# Potentialhyperfläche
Die Potentialhyperfläche (veraltet Potenzialhyperfläche) ist die Hyperfläche, die die potentielle Energie eines quantenmechanischen Systems von Atomen in Abhängigkeit von der Geometrie (Bindungslängen, gegebenenfalls auch Bindungs- und Torsionswinkel) beschreibt. Die Potentialhyperfläche eines n-atomigen Systems (mit n≥3) ist 3n−6-dimensional und wird in einem 3n−5-dimensionalen Raum aufgetragen. Im Grenzfall eines zweiatomigen Systems wird die Potentialhyperfläche als Potentialkurve bezeichnet und ist eine eindimensionale Kurve in einem zweidimensionalen Koordinatensystem.
Die Bezeichnung Potentialfläche ist nur im Grenzfall eines linearen dreiatomigen Systems (etwa kollineare Annäherung eines Atoms an ein zweiatomiges Molekül) mathematisch korrekt, wird aber in Anlehnung an den englischen Begriff potential energy surface häufig synonym verwendet.

## Dimensionen
Im dreidimensionalen Raum hat jedes Atom 3 Freiheitsgrade der Bewegung (Translation in x-, y- und z-Richtung). Zur Beschreibung eines Systems von n Atomen bedarf es deshalb 3n Koordinaten. Dies können die Koordinaten der jeweiligen Atome sein. Günstiger ist aber die generalisierte Darstellung in Form von Freiheitsgraden der Bewegung des Systemschwerpunktes, Freiheitsgraden der Rotation des Gesamtsystems um den Systemschwerpunkt und Freiheitsgraden der Schwingung. Da sich die potentielle Energie des Systems bei Bewegung des Schwerpunktes und Rotation um den Schwerpunkt nicht verändert, müssen im Rahmen der Potentialhyperfläche nur die Freiheitsgrade der Schwingung berücksichtigt werden. Auf die Translation des Gesamtsystems entfallen 3 Freiheitsgrade, auf die Rotation um den Massenschwerpunkt entfallen bei linearen Systemen 2 Freiheitsgrade, bei nicht-linearen Systemen 3. Da die Potentialhyperfläche die allgemeine Geometrie darstellen soll, sind nur zweiatomige zwangsweise linear, für n≥3 entfallen damit immer 3 Freiheitsgrade auf die Rotation. Für ein System von n Koordinaten verbleiben damit für die Schwingung 3n−6 Freiheitsgrade (3·2−5 im Fall eines 2-atomigen Systems), in Abhängigkeit derer die potentielle Energie dargestellt werden muss. Die Potentialhyperfläche eines n-atomigen Systems ist damit 3n−6-dimensional. Die potentielle Energie wird in einer zusätzlichen Dimension aufgetragen, sodass die Darstellung in einem 3n−5-dimensionalen Raum (besser: Hyperraum) erfolgt.

## Anwendung
Die Potentialhyperfläche eines Systems erlaubt Vorhersagen zum Verlauf chemischer Elementarreaktionen. Als Beispiel sei folgende Reaktion betrachtet:
AB + C → A + BC
Die Potentialhyperfläche des Systems der Atome A, B und C beschreibt (unter anderem) die Bindungsgeometrie des ABC-Moleküls im Verlauf der Reaktion. Hierbei entspricht der Ausgangszustand (Reaktanden) dem Grenzfall eines AB-Moleküls mit einem unendlich weit entfernten C-Atom. Der Endzustand (Produkte) entspricht dem Grenzfall eines BC-Moleküls mit einem unendlich weit entfernten A-Atom. Während der Reaktion werden verschiedene Zustände durchlaufen, wobei sich C an B annähert und in deren Abfolge die bindende Wechselwirkung zwischen B und C zunimmt. Im Gegenzug wird die Bindung zwischen A und B länger und damit schwächer. Die Reaktion ist beendet, wenn A sich sehr weit von B entfernt hat (die AB-Bindung gebrochen wurde) und die Entfernung zwischen B und C der Bindungslänge im BC-Molekül entspricht.

## Trajektorie und Reaktionskoordinate
Von besonderem Interesse ist, in welchem Verhältnis sich die Bindungslängen (und -winkel) während der Reaktion verändern. Aus statistischen Gründen ist derjenige Reaktionsweg (die Trajektorie) auf der Potentialhyperfläche bevorzugt, der durch den Energiegradienten zwischen Ausgangs- und Endzustand vorgegeben wird. Mit zunehmender Energie des Systems (kinetische Energien der Atome relativ zum Systemschwerpunkt) sind jedoch auch stärker abweichende Reaktionswege möglich. Die Beschreibung der Reaktion mithilfe nur dieses einen Reaktionsweges ist damit eine Näherung, die aber in vielen Fällen notwendig ist, da es für jede Reaktion unendlich viele Reaktionswege gibt, die vom wahrscheinlichsten nur infinitesimal abweichen und auch nur infinitesimal unwahrscheinlicher sind.
Der Punkt auf der Trajektorie mit der höchsten Energie entspricht dem Übergangszustand der Reaktion. Nur wenn die kinetische Energie des Systems im Ausgangszustand größer ist als die Aktivierungsenergie (die Differenz der potentiellen Energien zwischen Übergangszustand und Ausgangszustand), kann eine Reaktion stattfinden.
Ist die Trajektorie einer chemischen Reaktion bekannt, reicht zur Beschreibung eines Punktes auf der Potentialhyperfläche im Verlaufe dieser Reaktion die Angabe der Position entlang der Trajektorie, die als Reaktionskoordinate bezeichnet wird. Die Reaktionskoordinate kann, da sie nur eindimensional ist, problemlos gegen eine andere Größe aufgetragen werden. Verbreitet sind deshalb Energiediagramme, in denen die Energie eines chemischen Systems in Abhängigkeit von der Reaktionskoordinate aufgetragen ist und die wesentlich einfacher darzustellen und zu interpretieren sind als die Darstellungen der Potentialhyperfläche selbst.

## Berechnung
Zur Berechnung der Potentialhyperfläche wird für verschiedene Bindungsgeometrien jeweils die Schrödinger-Gleichung gelöst. Für eine gegebene Bindungsgeometrie ergeben sich dabei mehrere Lösungen, von denen die energetisch niedrigste dem Grundzustand entspricht. Für viele Reaktionen ist nur dieser relevant. Für photochemische Reaktionen und Reaktionen, die bei hohen Temperaturen durchgeführt werden, können dagegen auch die energetisch höher liegenden angeregten Zustände von Bedeutung sein.
Da die Potentialhyperfläche keine Zeitskala enthält, wird dabei zwangsläufig die Energie eines Moleküls im elektronischen Gleichgewichtszustand beschrieben. Dies entspricht der Näherung, dass die Elektronen sehr schnell auf die sich verändernde Anordnung der Atomkerne reagieren (Born-Oppenheimer-Näherung). Außerdem werden oft die Schwingungs- und Rotationszustände des Systems vernachlässigt.